# René Kalisky
 (mars 2022).
Motif : De multiples ajouts et retraits en tout sens font que l'article manque sérieusement de cohérence. Une concertation en page de discussion semble nécessaire.
Œuvres principales
- Falsch
- Dave Au Bord de Mer
- Jim Le Téméraire

Compléments
René Kalisky (Etterbeek, 20 juillet 1936 - Paris 17e, 2 mai 1981) est un dramaturge belge d'origine juive polonaise.

## Biographie

### Ascendance
Kalisky est né à Etterbeek, une des municipalités situées à Bruxelles (Belgique), le 20 juillet 1936.
Son père Abram/Awraam Kaliski naît à Łódź le 10 mai 1908. Il aura un destin funeste. Certains événements ont pu promouvoir la fascination de Kalisky pour l'histoire en général et les dictatures en particulier[réf. nécessaire]. L'éclatement géographique complet de la famille Kaliski à l'occasion de la Seconde Guerre mondiale peut expliquer des sujets retrouvés dans l’œuvre : certains se retrouveront à Tel-Aviv, d'autres sembleront ignorer leurs survies respectives à la guerre sur les continents Européens, Sud-Américains ou Australiens. Ainsi, une famille diasporique se déchire après la mort de son dernier survivant dans Falsch, une autre règle ses comptes avec l’un de ses membres ayant fui outre-Atlantique dans Aïda Vaincue[réf. nécessaire].
Les grands-parents de l’auteur, Shlomo Yitzhak Kaliski (né en Puszcza (Łódź), 11.nov.1867) et Hadassa Kaliski, né Tuszinski (Łódź 13.jul.1876) eurent au moins huit enfants, qui ne périrent pas tous pendant l'Holocauste. Après la mort de sa femme, fuyant les pogroms, Shlomo épouse Dina Rothstein (1870-1930), part pour Buenos Aires puis l'Afrique du Sud avec une de ses filles et participe à la Deuxième Guerre des Boers au cours de laquelle il vend des armes. Il finit sa vie en Palestine mandataire au début du siècle et meurt à Tel-Aviv le 4 novembre 1948, âgé de 80 ans, où il ne retrouve ainsi qu'une partie de ses enfants : Mayer Kaliski (1910-1942) meurt déporté depuis Drancy après avoir combattu dans la guerre civile espagnole,, alors que Regina Kaliski-Kopf (1912-2004) et Mania Kaliski-Buchman (1897-1982) fuirent en Argentine puis le rejoignirent à Tel-Aviv[réf. nécessaire]. Un autre de ses fils, Benzion Kaliski (1892-1944) arrive le 30.10.1923 âgé de 31 ans à Buenos Aires,,et s'y éteint sans le revoir. Ses autres enfants prennent la fuite pour l'Australie comme Rosa Rubin Kaliski (1900-)[réf. nécessaire].
Il semble par contre établi qu’il n'ait entretenu aucun contact avec son fils Awraam, père de Kalisky, auquel il survécu pourtant.[réf. nécessaire]

### Un père échoué en Belgique
Pendant ce temps en effet Awraam eu sans doute la trajectoire la plus singulière en fuguant à l'âge de 17 ans, étant le seul de la fratrie à demeurer en Europe, émigrant seul à Anvers (Belgique) en 1926 après un passage en Allemagne et un bref engagement politique. Il devint marchand de cuir et danseur. À l'âge de 23 ans, en 1932, il rencontre et épouse Fradla Wach, née à Varsovie le 15 novembre 1901, arrivée en Belgique le 20 juillet 1927. Durant la deuxième guerre mondiale, ils vivent dans des quartiers populaires, notamment à Molenbeek-Saint-Jean, puis à Anderlecht, 44 rue de la Clinique[réf. nécessaire].
Ils ont quatre enfants : René devenu écrivain, Haïm-Charles Kaliski (1929-2015) devenu historien, dessinateur et auteur autodidacte, Sarah Kaliski (1941-2010) devenue peintre et Ida Kaliski (1933) qui faillit devenir chanteuse d'opéra. Tous les quatre enfants furent envoyés et restèrent cachés dans des endroits disparates durant toute la guerre. Leurs parents, restés seuls, ont survécu presque jusqu'à la reddition des forces nazies. La famille est inscrite dans le registre des juifs en Belgique le 24 décembre 1940.

### Une enfance cachée, un père longtemps disparu
Selon Haïm kalisky, le 10 juin 1940, 48 h après l’invasion nazie, la famille part pour le midi de la France en train pour arriver, après 4 jours de voyage, à Revel, en Haute-Garonne près de Toulouse où il se souvient qu’ils furent hébergés « dans une grange, sur la paille ». Il se souvient de la xénophobie de la population locale à leur endroit, « en tant que belges » : le roi Léopold III ayant capitulé, est perçu comme le roi félon, et les réfugiés belges comme « des boches du nord ». Les jets de pierres sont quotidiens. Ils sont contraints de se réfugier dans le jardin adjacent à la grange. Lors de la capitulation française, les choses s’améliorent. Leur parvient une injonction de rejoindre le camp de Brens (Tarn) à la suite du statut des juifs décrété par Vichy. La plupart des juifs semble se conformer à cette injonction, mais les Kaliski, semble-t-il grâce à l’intuition de leur fils ainé, décident de retourner à Bruxelles : « nous étions plus en sécurité en Belgique occupée qu’en France Libre ».
Au cours de l’hiver 40-41, les mesures antijuives entrent en vigueur et l’école devient proscrite et le port de l’étoile obligatoire pour les enfants Kaliski. Dans la nuit précédant celle du 2 au 3 septembre 1942, l’imminence d’une rafle fait confier Haïm et son frère René à un curé afin de rejoindre un groupe d’enfants dans la même situation. Une altercation eut lieu et Haïm se fit gifler par le curé à qui il fît part "naivement" de son inquiétude quant à l'imminence de la rafle. Comme à Revel, Haïm aurait eu un pressentiment :  il emmène son frère de 6 ans dans un soupirail et les égouts pour quitter l’église subrepticement tout en échappant à la Gestapo en pleine nuit. Ils rejoignent la nouvelle cache Chaussée d'Alsemberg, où viennent d’arriver leurs parents dont la fille Sarah vient de naitre. Ils demeurent sous le lit conjugal toute la nuit, terrifiés au son des sirènes et aboiements de chiens d’une Gestapo qui ne vint pas. Tous les enfants de l’église où ils auraient dû passer la nuit furent déportés.
Awraam Kaliski avait pu obtenir les faveurs d’un administratif pourtant rexiste et ainsi se voir délivrer une carte d’identité belge ne portant pas la mention « juif ». Ainsi lorsqu’il est arrêté, il est emprisonné à la prison de Saint-Gilles le samedi 12 février 1944. Ceci semble avoir été facilité par la controversée Association des Juifs en Belgique. Ce n’est qu'à la suite de l’examen de ses parties génitales qu’il est transféré à Malines et selon deux témoins, longuement torturé et interrogé par un « personnel zélé » de fascistes flamands afin de lui faire avouer le domicile de sa famille cachée. Cet établissement semblait fonctionner de façon autonome : seuls 14 officiers SS y étaient recensés.

### Un père qui ne reviendra pas
Il ne reviendra jamais, et la famille restera sans nouvelles jusqu’à un courrier en 1946, qui certifiait son décès après déportation.
Les archives de la ville précisent les évènements : le 22 février 1944, Awraam est dénoncé puis arrêté par la police belge alors qu'il achetait du lait. Après avoir été en effet emprisonné et torturé à la prison de Saint-Gilles, il est transféré à la suite de l’examen de ses parties génitales au camp de rassemblement de Malines, et est acheminé par le convoi XXIV, 37, pour arriver à Auschwitz-Birkenau le 7 avril 1944, et y être assassiné âgé de 36 ans.
Fridla rassemble ses quatre enfants et les élève seule après la fin de la guerre. Kalisky a environ huit ans lorsqu’il perd son père. Bien que leur mère fût analphabète, il se souvint que ses parents avaient toujours souhaité que leurs enfants puissent devenir des artistes accomplis. Une exposition posthume eut lieu en 2007 au Musée juif de Belgique et rappelle leurs parcours respectifs.

### Enfance
Les années qui suivent la guerre furent vécues, selon les termes de Haim Kaliski, dans une « misère noire » : se partageant un même grand lit, dans une petite pièce, Fradla éleva ses quatre enfants côtoyant famine, punaises de lit et cafards. Haim et son frère cadet, René, échappent à ce quotidien en se plongeant dans les moindres ouvrages qu'ils ont sous la main. Le sac de billes fait ainsi place pour eux à une lecture effrénée des exploits de Jules César et de ses légions en Gaule.
René Kalisky, après des études de journalisme devint un écrivain qui fut surtout connu pour les pièces qu'il écrit à un rythme effréné au cours des 12 dernières années de sa vie, et pour son style réputé dérangeant et inclassable.
Lui-même caché pendant la Seconde Guerre mondiale, traversant une enfance et une jeunesse en proie à la pauvreté extrême, la réalisation de Kalisky est presque intrigante : il sera le soutien exclusif de sa mère, veuve, si l’on en croit sa correspondance avec son frère, Haïm Kaliski.

### Le théâtre
Après plusieurs années d'activité journalistique, et des engagements de jeunesse dans divers mouvements (il aurait créé une cellule du Betar à Bruxelles à l’âge de 20 ans), ses expériences de guerre l'ont d'abord possiblement poussé à écrire et explorer les thématiques du judaïsme, du sionisme, des absolutismes, de la cruauté humaine ou encore du désespoir existentiel. Par la suite, il écrit des essais provocateurs, des scénarios ainsi qu'un nombre important de pièces jugées « difficiles », complexes embrassant à la fois toute l'histoire antique et moderne, la politique, les religions, l'existentialisme, le sexe, l'homosexualité, l'eugénisme, et explore tel Philip Roth de la manière la plus intime et sans compromis les pièges des relations au sein d'un couple ou à travers une famille en grappes autant que les périls qui guettent la civilisation occidentale,.

### La critique
En conséquence, son travail, au cours de sa vie, fut, pour le moins, mal compris pour de nombreuses raisons : les critiques accueillirent son travail avec ce que l'auteur décrivit dans sa correspondance comme « inexplicablement violente et injuste » et semblent avoir rendu sa survie encore plus difficile.

Ceci fait dire à Paul Aron : 

« Théâtre difficile et vertigineux, l'œuvre de Kalisky est construite pour échapper à l’analyse. La multiplicité des niveaux d'interprétation, la complexité du rapport entre les acteurs et leur rôle, la subtilité des références qu'elle implique en font un défi permanent pour la mise an scène",. »

De son vivant, il a ainsi dû subvenir aux besoins de sa propre famille et de sa mère veuve qui vécut dans la précarité jusqu'à sa disparition, ne comptant que sur les réparations allemandes de la Seconde Guerre mondiale.
La plupart de la critique et du milieu théâtral semblait « ignorer activement » son travail, ce qui pouvait s’expliquer par les difficultés, les efforts, les connaissances historiques et bibliques étendues que Kalisky pensait candidement pouvoir exiger de n'importe quel public, étant lui-même largement autodidacte et « amoureux de l’histoire ». Certains chercheurs affirment que sa façon naïve, à un si jeune âge (il avait une trentaine d'années), de défier le style du théâtre contemporain français ne pouvait que déclencher « l’hostilité», la «violence» et « jalousie » dans un environnement qui n'avait pas été contesté depuis Brecht.

Cela avait été bien illustré « au sein de sa communauté » alors qu'il abordait des questions qui arrivaient trop tôt[réf. nécessaire] pour la plupart des auditeurs non préparés qui ignoraient ou ne comprenaient pas les idéaux et l'engagement de l'auteur envers le judaïsme qui pourtant le définissait largement en tant qu’homme et en tant qu’écrivain » Ainsi Kalisky déclarait : 

« Pour le Juif, présent, passé et futur se rejoignent […]. Et dans cette rencontre ce n’est pas le présent qui se sacrifie aux deux autres, qui vit dans leur attente ou bien dans leur regret. Il est le point d’intersection par où l’histoire demeure efficace et vivante, par où l’avenir est déjà présent avant de s’être réalisé, par où le passé subsiste après qu’il s’est aboli. »

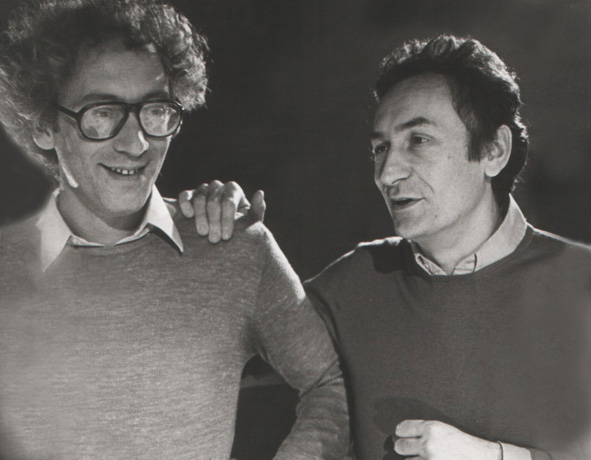
René Kalisky et Antoine Vitez.

Dans le même temps, d'autres critiques exprimèrent leur "irritation" à l'égard de ces mêmes sujets, qui étaient perçus comme trop redondants chez Kalisky dans ses premières années, se remettant constamment en question en tant que Juif et survivant de l'Holocauste. Une analyse globale de l’œuvre par les travaux les plus récents démentent pourtant largement cette perspective, soulignant au contraire l’aspiration de Kalisky de transcender les épreuves et les contradictions des civilisations occidentales[réf. nécessaire]. Par conséquent, il fut initialement bien mieux reçu dans d'autres pays comme l'Allemagne, l'Italie voir les États-Unis dans les premières années qui suivirent sa disparition.
Un autre écueil qui pu miner paradoxalement son succès tout en suscitant une admiration silencieuse est le fait que la plupart ses pièces furent d’abord exclusivement créées et montés sur scène par l'emblématique Antoine Vitez dont la relation particulière à Kalisky était bien connue dans le milieu théâtral français. D'autres metteurs en scène durent faire face à la comparaison difficile avec la vision de ce metteur en scène « de référence » qui avait depuis été nommé administrateur de la Comédie-Française avant sa subite disparition.
Ceci put expliquer pourquoi il fallut quatre décennies après sa mort afin que les critiques se sentent plus à l'aise pour appréhender les concepts explorés,.

## Premières années et fin précoce
Il ne manquera pas, dans la plupart de ses travaux, de dénoncer la répétition des atrocités de l'histoire, l'humanité n'ayant apparemment pas retenu les leçons du passé. Il commença sa carrière dans le domaine de l'édition et du journalisme, notamment le Patriote Illustré, avant de prendre le chemin du théâtre. En 1968, il commence avec la publication d'Europa, en Belgique. Kalisky écrit plusieurs pièces historiques dont  Trotsky  (1969),  Skandalon  (1970),  Jim le Téméraire  et  Le Pique-Nique de Claretta  (1973).
Il est également l'auteur de deux essais majeurs publiés en 1968 et réédités dans les années 1980 sur l'histoire politique arabe, « L’origine et l'essence du monde arabe» et «Le monde arabe à l'heure actuelle: Le réveil et la quête de l'unité ; pourtant prophète dans son pays natal qu’il quittera rapidement, ses pièces sont très largement ignorées en Belgique. Ce sera en France, avec Jacques Lemarchand, directeur de la collection "Le Manteau d'Arlequin", chez Gallimard, qu'il trouve enfin l'opportunité de faire reconnaître son travail et sa singularité. Cette collaboration cesse en 1974, lorsque Kalisky change de registre et aborde des thèmes plus difficiles avec son époque, ses drames et ses répétitions. Les frontières belges l'étouffent donc et le sentiment d'une telle claustrophobie intellectuelle le pousse à s'éloigner et à partir pour la France (en Corse dès 1971, puis à Paris en 1973).
Des pièces plus contemporaines suivirent et c'est en 1970, après la diffusion réussie de la plupart de son œuvre sur France Culture, que, ironiquement, la Belgique accueillit finalement son enfant prodige (jusque-là, seule Europa avait eu grâce aux yeux de son pays natal et avait été montée en 1968).
Sa carrière a lentement commencé à s’épanouir lors de l’attribution de plusieurs prix littéraires, dont le Prix annuel de littérature dramatique décerné par la Société des auteurs et compositeurs dramatiques en 1974, Grand Prix triennal de littérature dramatique décerné par le gouvernement en 1975. Il a ensuite été récompensé par Allemagne ; le sénat de Berlin lui faisant la requête de concevoir un projet original à travers un séjour d'un an dans l'ancien Berlin Ouest (RFA). En 1977, l’éditeur français Stock publie plusieurs pièces très controversées, dont «La passion selon Pier Paolo Pasolini», «Dave au bord de mer», «Résumé» et «Du jeu au texte» dans lequel il nous explique sa vision personnelle de son travail théâtral.
Ses dernières pièces sont pour la plupart dirigées par des compagnies théâtrales françaises, "Sur les ruines de Carthage" (1980). Plusieurs metteurs en scène et cinéastes de renom ont manifestement un intérêt croissant pour Kalisky et amènent ses œuvres sur scène, malgré les défis auxquels ils font face, notamment Antoine Vitez, Ewa Lewinson, Bernard De Coster, Jean-Pierre Miquel, Albert-André Lheureux, ou Marcel Delval. Depuis 1974, les pièces de Kalisky furent jouées et rejouées sur des scènes nationales, telles que le Botanique à Bruxelles, le Théâtre National de l'Odéon, à la Comédie-Française au Théâtre national de Chaillot ou au Théâtre national de la Colline et le Festival d'Avignon.
Il est mort brusquement d'un cancer du poumon âgé de 44 ans, probablement alors qu'il avait atteint sa période la plus riche et prolifique. Parmi ses amis et auteurs contemporains, Romain Gary partageait une relation privilégiée avec Kalisky, tel qu'il les voyait tous deux, comme le rappelle leur correspondance publiée: «René, toi et moi de nos jours sommes les derniers à vivre de notre plume». Ironie du sort, Gary dont Kalisky avait adapté Europa, se donna la mort quelques mois avant son ami, en décembre 1980, à l'âge de 66 ans. L'abondante correspondance publiée avec Antoine Vitez montrait à quel point ils étaient proches. Vitez meurt en 1990, à l'âge de 59 ans. Ces premières disparitions ont remis en question la survie du théâtre contemporain sur la scène française[réf. nécessaire].

## Un auteur de l’actualité des siècles à venir
Kalisky n'a probablement jamais pu jouir d’une quelconque reconnaissance de ses pairs (sans parler de la critique, impitoyable à ses débuts), contestant presque compulsivement les manières établies d'appréhender l'histoire humaine, les relations intimes, l'identité humaine et, en général, la zone de confort dans laquelle la littérature et son public étaient bloqués. Il publia ainsi un essai provocateur « Le Théâtre Climatisé ». Sans parler de l'establishment de la critique qui ne l'a jamais vraiment soutenu, arguant que son travail était incompréhensible.
Cela pourrait paradoxalement être la raison pour laquelle, après sa disparition, les chercheurs ont eu le temps d'appréhender l'ampleur de son approche transversale, employant enfin les ressources intellectuelles et bibliographiques nécessaires pour admettre que complexité et rigueur embrassant des domaines en apparence éloignés étaient justifiées pour comprendre le genre humain et ses trajectoire historique, ses tragédies passées ou à venir. En tant que tel, pour beaucoup d'érudits, son travail n'a jamais été plus en accord avec les menaces existentielles actuelles et futures auxquelles notre civilisation occidentale fait face au XXIe siècle. Son angoisse quant à la disparition de l’écrit et l’eugénisme le rapproche encore du discours de Philip Roth en 2013 dans sa pièce Sur Les Ruines de Carthage créée par Jean-Pierre Miquel:
«Les causes de cette désaffection ne se limitent pas à la multitude de distractions de la vie d'aujourd'hui. On est obligé de reconnaître l'immense succès des écrans de toutes sortes [...] ce sera pire, et encore pire après-demain. Je peux vous prédire que dans trente ans, sinon avant, il y aura en Amérique autant de lecteurs de vraie littérature qu'il y a aujourd'hui de lecteurs de poésie en latin. C'est triste, mais le nombre de personnes qui tirent de la lecture plaisir et stimulation intellectuelle ne cesse de diminuer.»
Dès 1976, Kalisky tient les propos suivants : « dans une société où l’on ne parle plus, où l’on ne lit plus, où l’on n’écoute plus, vous pouvez tout obtenir, tout espérer avec des images. On se satisfait donc du moins dangereux des arts, du moins ambigu des arts, celui des apparences.»
En accord avec la façon dont Kalisky appréhendait la cyclicité tragique de l'histoire, ses enfants et sa jeune épouse, en lui survivant, rencontrèrent la même tragédie délibérée que ses ancêtres.

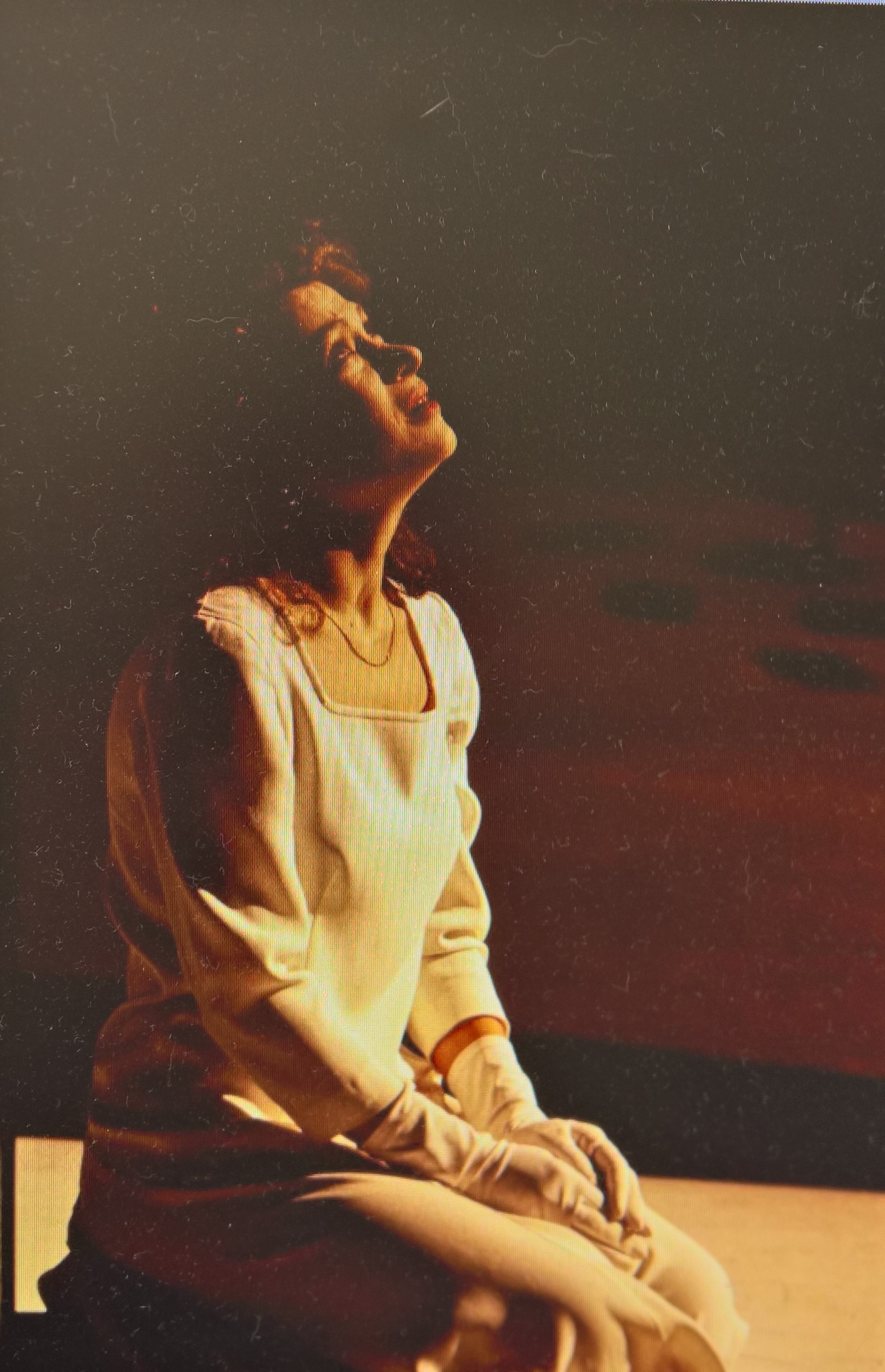
Falsch Vitez

La réputation de Kalisky repose essentiellement sur son œuvre dramatique, qui fut novatrice et moderne, classique, mais avec des dimensions tragiques. Il expérimente les idées présentes dans les travaux de Bertolt Brecht et de Luigi Pirandello, puis Kalisky développe les idées de « surjeu » et « surtexte » ; en tant que moyen non seulement de libérer les acteurs et le texte de ses conventions, mais aussi pour promouvoir la réalisation du potentiel dramatique d'un public.
Déçu par la Belgique, qui refuse d'y monter ses premières pièces, il s'installe en Corse en 1971, pour enfin s'établir à Paris en 1973[réf. nécessaire].
René Kalisky meurt à Paris à 44 ans, le samedi 2 mai 1981, des suites d'un cancer.

## Héritage de Kalisky
Son travail fut généralement accueilli à la fois avec enthousiasme et perplexité, car il a été largement perçu comme en avance sur son temps. De nombreux travaux explorent actuellement à quel point il fut visionnaire sur les sujets civilisationnels qui font à présent l'actualité, et ce, il y a environ un demi-siècle.
Lorsqu’il fut interrogé en 1983, Antoine Vitez, alors qu’il réalisait la création de la pièce posthume de Kalisky, Falsch, répondant à la question : « Où situez vous Kalisky dans le théâtre français aujourd’hui ? » :
« Il faudrait d’abord qu’il y en ait un, de théâtre français contemporain. C’est une catégorie qui n’existe pas: il y a quelques auteurs épars et pas formidables. Même dans ce contexte très imprécis, Kalisky prends figure d’OVNI. Il est inclassable. En peu d’années il a relativement beaucoup écrit. On comprendra peu à peu ce que tout cela représente. Moi, je suis seulement au seuil de pouvoir comprendre ce qu’il a voulu écrire. Dans le théâtre moderne en général ; non exclusivement français, il apparaît comme totalement étranger au Théâtre de l'absurde, et dans une curieuse relation vis-à-vis de Brecht. Quand j’ai monté sa pièce le Pique Nique de Claretta, Robert Abirached m’a dit : « C’est la première voie ouverte depuis Brecht pour dire l’histoire contemporaine ».
En 1983, deux ans après la disparition de l'auteur, Vitez crée Falsch au Théâtre national de Chaillot avec, notamment Nicolas Bonvoisin, Jean-Yves Chatelais, Jean-Claude Durand, Évelyne Istria, Colin Harris, Nathalie Krebs, Alexis Nitzer, Dominique Reymond, Jacques Rosner, Claudia Stavisky, Agnès Vanmolder-Vitez, Pierre Vial, Jeanne Vitez ; sur une scénographie Yannis Kokkos et une musique de Georges Aperghis

## Surtexte,supertextousuperacting
La technique "surtexte", Superacting, Supertext qu'il établit au cours de sa courte carrière fut étudiée par de nombreux metteurs en scène et auteurs tels que définis dans l'Encyclopedia Universalis.
Ce nouveau concept pourrait être mis en rapport avec «l'effet de distanciation» («Verfremdungseffekt») de Brecht, qui vise à briser l'illusion théâtrale pour éveiller le sens critique du spectateur en lui donnant à voir la nature artificielle de la représentation et en conséquence, sa position de spectateur".

## Traductions de certaines œuvres de Kalisky
- Falsch, traduit en Allemand par Ruth Henry, Bad Homburg Hunzinger-Bühnenverlag, 1984.
- Jim the Lionhearted, traduit en Anglais par David Willinger and Luc Deneulin[45]
- Claretta Picknick, traduit en Allemand par Andres Müry, Bad Homburg Hunzinger-Bühnenverlag, 1983.
- Jim der Kühne, traduit en Allemand par Andres Müry, Bad Homburg Hunzinger-Bühnenverlag, 1985.
- Dave on the Beach, traduit en  Anglais par David Willinger and Luc Deneulin, both in An Anthology of Recent Belgian Plays, Troy, NY, Whitston Publishing Company, 1984.
- On the ruins of Carthago, traduit en Anglais par Glasheen, in Four Belgian playrights, Gambli n°42-43, 1986
- Aida Vencida, traduit en  Espagnol par Carmen Giralt, Publicaciones de la Asociación de Directores de Escena de España, 1993.
- Europa, traduit Espagnol par Carmen Giralt, Publicaciones de la Asociación de Directores de Escena de España, 1993.
- Skandalon  traduit en italien par Brunella Eruli, Gremese Editore, 2007[46].
- Jim il Temerario  traduit en italien par Brunella Eruli, Gremese Editore, 2007.
- Il picnic di Claretta, traduit en italien par Brunella Eruli, Gremese Editore, 2007.
- La Passione secondo Pier Paolo Pasolini, traduit en italien par Brunella Eruli, Teatro Belgo contemporaneo, Gênes, Coste el Nolan, 1984.

- A Paixão Segundo Pier Paolo Pasolini, traduit en Portugais et mis en scène à la Casa da Comédia, sous la direction de Filipe La Féria  avec Rogério Samora  ; la performance lui a valu son premier prix, en 1981, pour Actor Revelation, par l’Association portugaise des critiques de théâtre.
- Europa, traduit en italien par Brunella Eruli, Gremese Editore, 2007.
- Sulle rovine di Cartagine, traduit en italien par Brunella Eruli, Gremese Editore, 2007.
- Pasja według Piera Paola Pasoliniego, traduit en Polonais par Kuchta, Barbara Mickiewicz-Morawska, Dorota.
- Il regno impossibile, traduit en italien par Brunella Piccione, Omnia Editrice, 1986.
- Het onmogelijke koninkrijk, traduit en Néerlandais par Ton Luyben, Anvers, Manteau, 1987.

## Publications
Jacques Lemarchand, directeur de la collection Le Manteau d'Arlequin aux éditions Gallimard, a révélé René Kalisky, en publiant ses pièces à sujet historique, de 1969 à 1974. Encouragé, Kalisky écrit une pièce ou deux par an, qui parurent à Paris :
- Trotsky, 1969, dont la publication est commentée dans le journal Le Monde en 1969[47],[48].
- Skandalon, 1970[49],[50], mis en scène par Daniel Benoin en 1974, avec Tcheky Karyo dans le rôle de l’alter-égo de Fausto Coppi. La pièce sera enfin adaptée sur la terre de prédilection de Coppi au Festival de Spoleto en 1989 par Nico Garrone (père du réalisateur Matteo Garrone) et Memè Perlini avec les acteurs Franco Oppini, Valeria Ciangottini et Sergio Basile, sur une musique de Stefano Mainetti. La presse italienne relaya largement l'intérêt porté par Kalisky pour leur héros national[51],[52],[53],[54].

- Dave au bord de mer, Mis en scène et créé par Antoine Vitez en 1979[55] avec les acteurs Richard Berry, Claude Mathieu, Bérengère Dautun, Patrice Kerbrat,Jean Le Poulain[56],[57] au Odéon-Théâtre de l'Europe de la Comédie-Française à Paris
- Jim le téméraire, 1973
- Le Pique-nique de Claretta[58],[59],[60], 1973

Sa pièce Europa fut publiée à Bruxelles en 1968 par Alternatives théâtrales.
Les pièces suivantes ont des sujets moins historiques et Kalisky trouve d’autres éditeurs en France et en Belgique.
En 1974 il obtient le Prix annuel de Littérature dramatique, décerné par la SACD; en 1975, le Grand Prix Triennal de littérature dramatique, décerné par le Gouvernement ; en 1979, une bourse de séjour à Berlin. En 1982, il reçoit le Prix Spécial SACD, à titre posthume.
En 1977, l’éditeur français Stock publie dans sa collection Théâtre ouvert :
- La Passion selon Pier Paolo Pasolini[61] par Albert-André Lheureux[62], au Théâtre national de Chaillot] avec Jean-Pierre Jorris[63]
- « Aïda vaincue » L'Arche préface de Jacques De Decker, devait être mise en scène par Antoine Vitez à la Comédie-Française marquant son retour à l'œuvre de Kalisky[64] à l'Odéon-Théâtre de l'Europe: Il mourut environ un mois avant les premières répétitions et fut remplacé par Patrice Kerbrat[65] et les Comédiens de la Troupe de La Troupe de la Comédie-Française[66], Claude Mathieu[67], Alberte Aveline[68], Jean-Yves Dubois[69], Dominique Constanza[70] qui joua Aïda, Éric Frey, avec une scénographie de Yannis Kokkos[71]
- Du surjeu au surtexte, écrit théorique sur sa conception du théâtre.

Des compagnies théâtrales, françaises ou belges, publient ses dernières œuvres :
- Sur les ruines de Carthage (1980) au Centre dramatique de Reims[31], créé par Jean-Pierre Miquel, avec Didier Sandre et Jany Gastaldi, réédité par les éditions Labor, dans la collection Espace Nord, en mars 1991.

Kalisky est traduit en de nombreuses langues : 
- néerlandais ; il est joué en Flandre
- il a aussi été traduit en allemand, et de nombreuses œuvres sont jouées en Allemagne et en Autriche
- en anglais ; Jim le Temeraire est notamment montée à New York par David Willinger
- en italien (5 pièces chez Gremese, 1990), un essai chez Omnia Editrice 1986
- en espagnol ; Aïda vaicue est montée à Barcelone.
- en hébreu (Falsch)
- en polonais (La Passion Selon Per Paolo Pasolini)
- en macédonien (Europa)

Parmi les metteurs en scène ou réalisateurs qui ont joué son théâtre, on peut citer Marc Liebens, Antoine Vitez, Albert-André Lheureux, Ewa Lewinson, Bernard De Coster, Jean-Pierre Miquel, Marcel Delval, Michaël Delaunoy.
Ont joué Kalisky : l’Ensemble Théâtral Mobile, le Théâtre Daniel Sorano[Lequel ?], le Théâtre du Jardin Botanique de Bruxelles, le Théâtre national de l'Odéon, le Théâtre de l'Est parisien, le BKT Brussel, le Théâtre de la Place de Liège, le Festival d'Avignon, le Théâtre National du Canada à Montréal ou le Theater for the New City à New York, le Nestroyhof de Vienne  ,,
Kalisky est aussi l'auteur d'essais concernant l’histoire du monde juif et arabe :
- en 1974, Marabout publie  L'Islam : origine et essor du monde arabe (1974) qui est notamment commenté dans le journal Le Monde[75]
- en 1974, Marabout publie Sionisme et dispersion (1974)[76]
- en 1979, Seghers publie L'Impossible Royaume (1979)[77], récit romancé que certains critiques qualifieront de "prophétique" également dans le journal Le Monde[78].

## Adaptations cinématographiques
- Falsch, adapté en 1987[79],[80],[81],[82]par Jean-Pierre Dardenne et Luc Dardenne, dont c'est le premier long-métrage, avec Bruno Cremer, Bérengère Dautun, Christian Crahay et Jacqueline Bollen
- Le Tiercé de Jack, adapté en 1979 par Jean-Pierre Berckmans[83] avec Georges Aubrey, Maria Meriko et Ronald Guttman
- Skandalon, adapté en 1972 par Dries Wiemes avec Chris Lomme et Gerard Vermeersch
- La Femme gauchère (film), de/adapté par Peter Handke en 1978 avec Bruno Ganz et Gerard Depardieu où Kalisky fait une apparition.

## Œuvres (sélection)
- Trotsky, etc., Paris, Gallimard (le Manteau d'arlequin), 1969
- Skandalon, Paris, Gallimard (le Manteau d'arlequin), 1970
- Jim le Téméraire, Paris, Gallimard (le Manteau d'arlequin), 1972 Prix triennal du théâtre 1975
- Le Pique-nique de Claretta, Paris, Gallimard (le Manteau d'arlequin), 1973 Prix triennal du théâtre 1975
- La Passion selon Pier Paolo Pasolini, suivi de Dave au bord de mer, Paris, Stock (Théâtre Ouvert), 1978, avec la postface Du surjeu au surtexte
- L'Impossible Royaume, 1979
- Sur les ruines de Carthage, Reims, revue-programme du centre dramatique national, no 6, février 1980
- Aïda vaincue, Bruxelles, Cahiers du Rideau no 13, 1982
- Fango (projet de pièce), Paris, Chaillot, no 6, juin 1982
- Falsch, Paris, Éditions Théâtre National de Chaillot, 1983
- Charles le Téméraire, Bruxelles, Éd. Jacques Antoine (Écrits du Nord), 1984, scénario commandé par la RTBF pour le 150e anniversaire de la Belgique
- Europa, Alternatives Théâtrales, 1988
- Aïda vaincue, Paris, L'Arche, 1990
- Dave au bord de mer, Paris, L'Arche, 1990
- Sur les ruines de Carthage, suivi de Falsch, Bruxelles, Labor (Espace Nord), 1991.